# باتمز (فیلم)
باتمز (انگلیسی: Bottoms) فیلم کمدی نوجوانانهٔ آمریکایی محصول ۲۰۲۳ به کارگردانی اما سلیگمن است که فیلم‌نامه را مشترکاً با ریچل سنوت نوشت. گروه بازیگران فیلم را سنوت، ایو ادبری، روبی کروز، هاوانا رز لیو، کایا گربر، نیکلاس گالیتزین، مایلز فاولر، داگمارا دومینچیک و مارشاون لینچ تشکیل می‌دهند. این فیلم دو دختر دبیرستانی را دنبال می‌کند که یک باشگاه مبارزه راه‌اندازی می‌کنند تا راهی برای ارتباط با تشویق‌کنندگان داشته باشند.
باتمز برای نخستین بار در ۱۱ مارس ۲۰۲۳ در جنوب از جنوب غربی به نمایش درآمد و در ۲۵ اوت همان سال توسط مترو گلدوین میر در ایالات متحده منتشر شد. این فیلم نقدهای مثبتی از سوی منتقدان دریافت کرد.